# نام دارما
نام دارما (انگلیسی: Dharma name) نام جدیدی است که در طی مراسم تشریفات دینی و رهبانی بودایی در بودیسم مهایانه و تشریفاتپاباجی در بودیسم ترواده به دست می‌آید (جایی که بهتر است آن را به نام Dhamma یا سانگها Sangha بخوانیم). این نام به‌طور سنتی توسط یک رهبان بودایی داده می‌شود و به راهبان تازه منصوب شده (بهکشو)، راهبه‌ها و غیر روحانیون داده می‌شود. نام‌های دارما آرزویی در نظر گرفته می‌شوند، نه توصیفی.